# Macrodontia cervicornis
Espèce
Statut de conservation UICN

 VU A1c : Vulnérable
Macrodontia cervicornis est une espèce d'insectes coléoptères, de la famille des Cerambycidae, sous-famille des Prioninae et du genre Macrodontia.
C'est le troisième plus grand coléoptère du monde, le mâle mesurant jusqu'à 150 mm (voire plus pour certains spécimens exceptionnels).

## Description

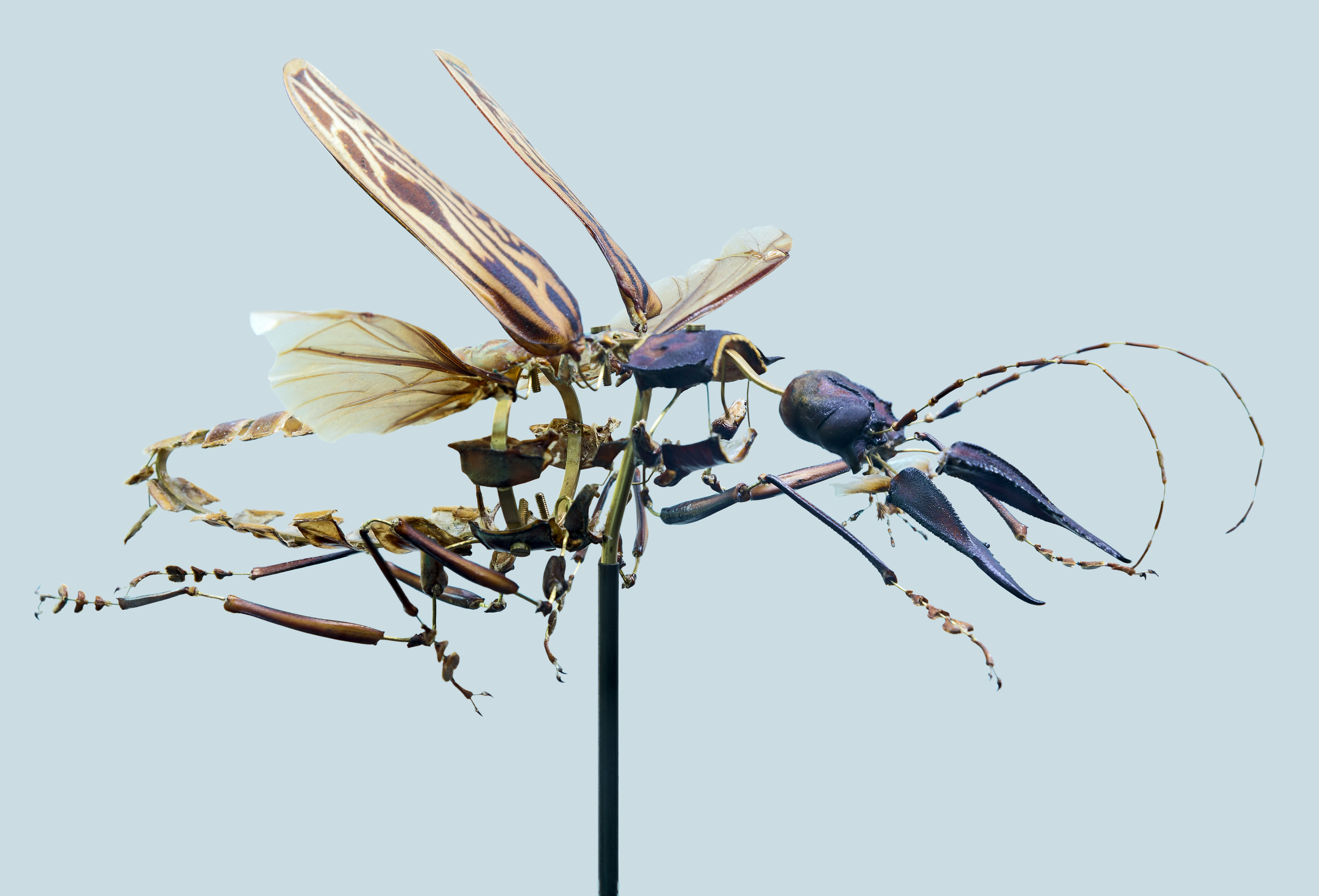
Mâle, désarticulé à la Beauchêne. Muséum de Toulouse

## Répartition et habitat
On le rencontre en forêt amazonienne (Colombie, Pérou, Bolivie, Guyana, Brésil, Guyane française).

## Systématique
L'espèce Macrodontia cervicornis a été décrite  par le naturaliste suédois Carl von Linné en 1758, sous le nom initial de Cerambyx cervicornis.

### Synonymie
- Cerambyx cervicornis Linné, 1758 protonyme
- Prionus cervicornis [Fabricius], 1775
- Armiger serrarius Voet, 1778
- Cerambyx (prionus) cervicornis Gmelin, 1790
- Macrodontus cervicornis Paprzycki, 1942

### Articles liés
- Les plus gros insectes du monde